# Loxodera bovonei
Loxodera bovonei là một loài thực vật có hoa trong họ Hòa thảo. Loài này được (Chiov.) Launert mô tả khoa học đầu tiên năm 1965.